# Шод сан лат
Шод сан лат или ШодСанЛат (в переводе с ингуш. подобный бьющему хлысту) — ингушский национальный вид боевых искусств. Систематизирован и популяризирован профессором М-Г. И. Сукиевым.
ШодСанЛат создан на основе исторических воинских и спортивных традиций ингушского народа. Оно включает в себя симбиоз ударной и бросковой техники. В 2016 году включён во Всероссийский реестр видов спорта (под 6 номером раздела «Национальные виды спорта»).
Несмотря на видимое сходство с приемами из арсенала других видов единоборств, приемы в «Шодсанлат» имеют ряд существенных отличий. К примеру, в ингушской самообороне запрещены проходы в ноги, в то же время широко применяются броски с захватом за шею и упором в челюсть, активная блокировка конечностей и т. д. 
ШодСанЛат впервые продемонстрирован широкой публике в 1990 году на конференции по боевым искусствам в Москве. Затем в 1993—1994 гг. был внедрён в программу боевой и физической подготовки сотрудников Ингушского ОМОН-а. С 2000 г. по 2013 г. проводилась научно-практическая разработка и «обкатка» системы боевого искусства в Казахской академии спорта и туризма на факультете боевых искусств и в Национальном университете имени Аль Фараби, где проводилось обучение элитных телохранителей. После возвращения создателя ШодСанЛат в Ингушетию первая секция открылась в 2013 году в Магасе. Доктрина ШодСанЛат заключена в его названии — «Будь гибким, как плеть, хватким, как узел, крепким, как древесный сучок». Ключевое слово в названии — «шод», что может означать: плеть, узел, вилы, древесный сучок, яичный белок, слюна.